# Neoantistea gosiuta
Neoantistea gosiuta là một loài nhện trong họ Hahniidae.
Loài này thuộc chi Neoantistea. Neoantistea gosiuta được Willis J. Gertsch miêu tả năm 1934.